# Synodus macrocephalus
Espèce
Statut de conservation UICN

 LC 02 mars 2015 : Préoccupation mineure
Synonymes
- Synodus cresseyi Prokofiev, 2008

Synodus macrocephalus est une espèce de poissons de la famille des Synodontidae.

## Systématique
L'espèce Synodus macrocephalus a été décrite pour la première fois en 1981 par Roger Frank Cressey (d).

### Synonymie
Selon FishBase (04 avril 2023) :
- Synodus cresseyi Prokofiev, 2008

## Distribution
Cette espèce se croise au large des côtes de la Somalie, de l'Inde, de l'Indonésie et de l'Australie  à des profondeurs comprises entre 51 et 296 m.

## Description
Synodus macrocephalus peut mesurer jusqu'à 7,8 cm.
Synodus macrocephalus chasse en enfouissant son corps dans les sédiments et en capturant les proies qui passent à proximité.

## Étymologie
Son épithète spécifique, macrocephalus, vient de macro « grand, large » et cephalus « tête », faisant référence au fait que la taille de la tête est proportionnellement la plus importante des espèces collectées.

## Publication originale
- (en) Roger Cressey, « Revision of Indo- West Pacific lizardfishes of the genus Synodus (Pisces: Synodontidae) », Smithsonian Contributions to Zoology, SISP (d) et SIP (d), no 342,‎ 1981, p. 1-53 (ISSN 0081-0282 et 1943-6696, DOI 10.5479/SI.00810282.342, lire en ligne).